# Quinta do Paço de Valverde

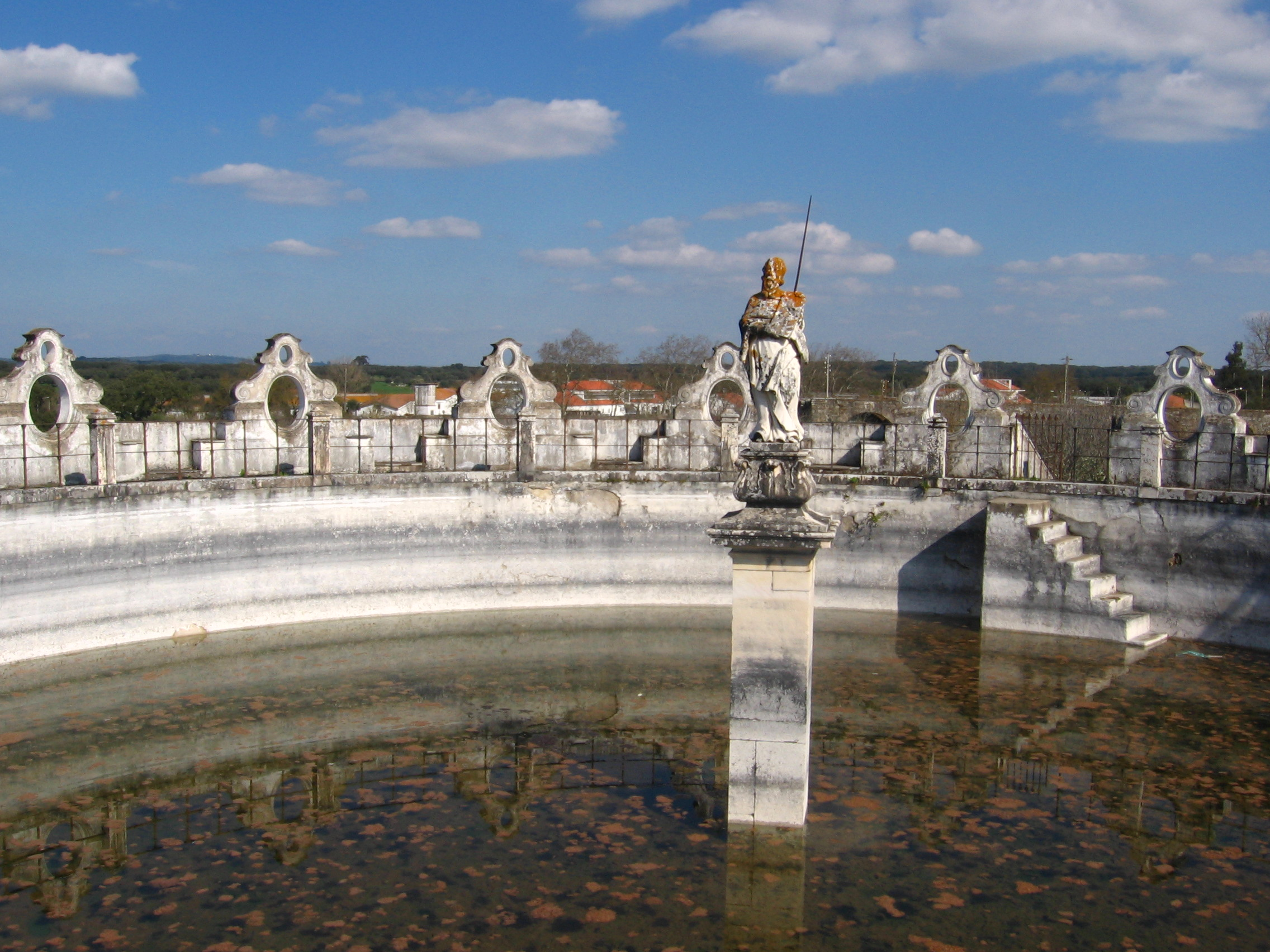
Lago dos Cardeais

A Quinta do Paço de Valverde, também referida como Quinta do Convento de Bom Jesus de Valverde e Convento do Bom Jesus de Valverde, situa-se em Valverde, na atual freguesia de Nossa Senhora da Tourega e Nossa Senhora de Guadalupe, tendo siso criada pela Arquidiocese de Évora nos primeiros anos do século XVI, perto da ribeira de Valverde, a cerca de 12 km de Évora.
No espaço da quinta foi mandado edificar o paço episcopal, que já seria habitado em 1514. A quinta e o paço destinavam-se ao descanso dos membros da diocese. Em 1538 foram feitas obras de vulto, sob a direção do mestre pedreiro Álvaro Anes, subsistindo restos importantes sobretudo na capela palaciana de São João Baptista. Do complexo do paço quinhentista destacam-se as antigas Casas Pintadas, cujo portal é decorado com pinturas a fresco dos símbolos da diocese, o aqueduto de alvenaria construído na segunda metade do século XVII, para abastecer a casa principal, e a capela, que mantém a estrutura primitiva, de gosto manuelino, e estava originalmente ligada ao interior do paço através de uma galeria.
No Jardim de Jericó, uma das áreas de lazer da cerca, foi construído um grande lago circular, conhecido como Lago dos Cardeais, decorado a toda a volta com bandeiras recortadas com lunetas. No centro do lago foi colocada uma estátua de Moisés. A obra decorativa foi iniciada na segunda metade do século XVII, tendo ficado concluída no século seguinte.
O conjunto encontra-se em vias de classificação, correspondendo ao alargamento da área classificada da capela e claustro do Convento do Bom Jesus de Valverde que está classificado como Imóvel de Interesse Público.
Em 2016 o Estado pretende concessionar o edifício a privados com o compromisso de reabilitação, preservação e conservação por parte dos investidores.